# Chlorissa concavilinea
Chlorissa concavilinea är en fjärilsart som beskrevs av Burrows 1908. Chlorissa concavilinea ingår i släktet Chlorissa och familjen mätare. Inga underarter finns listade i Catalogue of Life.